# Urceolina microcrater
Urceolina microcrater là một loài thực vật có hoa trong họ Amaryllidaceae. Loài này được Kraenzl. miêu tả khoa học đầu tiên năm 1916.